# Tríada de Charcot
La tríada de Charcot es el nombre que se le da a un conjunto de tres signos y síntomas que llevan a la sospecha del diagnóstico de dos enfermedades diferentes: la esclerosis múltiple y la colangitis aguda.
El epónimo proviene del neurólogo francés Jean-Martin Charcot (1825-1893) quien describió en 1877 esta combinación de signos relacionados con cada enfermedad por primera vez.

## Esclerosis múltiple
La tríada de Charcot vinculada con el diagnóstico de la esclerosis múltiple incluye la combinación de tres signos comúnmente encontrados en esta enfermedad, aunque no son patognomónicos de ella:
- Temblor intencional o ataxia,
- Nistagmo o diplopía y
- Habla escandida o dificultad para articular bien las palabras.

## Colangitis aguda
| Tríada de Charcot de Colangitis                        |
| Ictericia Dolor en hipocondrio derecho Síndrome febril |

En la sospecha de colangitis aguda, la tríada de Charcot incluye:
- Ictericia, que es una pigmentación amarillenta de la piel, mucosa y esclerótica por acúmulo de bilirrubina.
- Dolor en hipocondrio derecho
- Síndrome febril (escalofrío, diaforesis e hipertermia).

Si además de la tríada de Charcot, existe shock circulatorio y confusión mental, el conjunto de síntomas se llama pentada de Reynolds. y pasa a causar sospecha de sepsis producto del cuadro de colangitis aguda.